# Les Innocents (film, 1963)
Cet article concerne le film de Juan Antonio Bardem. Pour le film de Jack Clayton, voir Les Innocents.
Pour les articles homonymes, voir Les Innocents.
Pour plus de détails, voir Fiche technique et Distribution.
Les Innocents (Los inocentes) est un film hispano-argentin réalisé et produit par Juan Antonio Bardem, sorti en 1963.

## Synopsis
À Mar del Plata, Bruno Sartori est appelé sur les lieux d'un accident de voiture. Il reconnaît l'une des deux victimes, sa femme. Il apprend que l'autre victime n'est autre que Félix Errazquin, un homme riche et puissant. Tout laisse à penser que la femme de Bruno était sa maîtresse. Il essaie de découvrir la vérité et fait la connaissance de la fille Errazquin, Elena. Tous deux se rapprochent.

## Fiche technique
- Titre original : Los inocentes
- Titre français : Les Innocents
- Réalisation : Juan Antonio Bardem
- Scénario : Juan Antonio Bardem, Antonio Eceiza et Elías Querejeta, adapté par Eduardo Borrás
- Photographie : Alberto Etchebehere
- Montage : Margarita Ochoa y Jorge Garate
- Musique : Isidro Maiztegui
- Production : Argentina Sono Film
- Pays d'origine :  Argentine  Espagne
- Format : Noir et Blanc
- Genre : dramatique
- Durée : 107 minutes
- Date de sortie : 25 septembre 1963

## Distribution
- Alfredo Alcón : Bruno Sartori
- Paloma Valdés : Elena Errazquin
- Enrique Fava : Ignacio Errazquin
- Ignacio de Soroa : Ricardo Errazquin
- Fernanda Mistral : Laura Errazquin
- Zelmar Gueñol : Leiva
- Pepita Meliá : Eloísa
- Lía Casanova : Natalia Errazquin
- Fabio Zerpa
- Eduardo Muñoz : Dionisio Errazquin
- Josefa Goldar
- Luis E. Corradi
- Julián Pérez Ávila
- Ovidio Fuentes
- Juan Carlos Galván

## Distinctions

### Récompenses
- Berlinale 1963 : prix UNICRIT (union internationale des critiques de cinéma)
- Condor d'argent 1964 : meilleur réalisateur et meilleur acteur

### Nomination
- Berlinale 1963 : nommé au prix du meilleur film

## Autour du film
Le film devait à l'origine être tourné en Espagne au Pays basque à San Sebastián, mais en raison du scandale généré par le film Viridiana de Luis Buñuel, censuré par le Vatican, les producteurs espagnols refusent. Juan Antonio Bardem se tournent vers une production argentine pour réaliser son film.